# Julianadorp

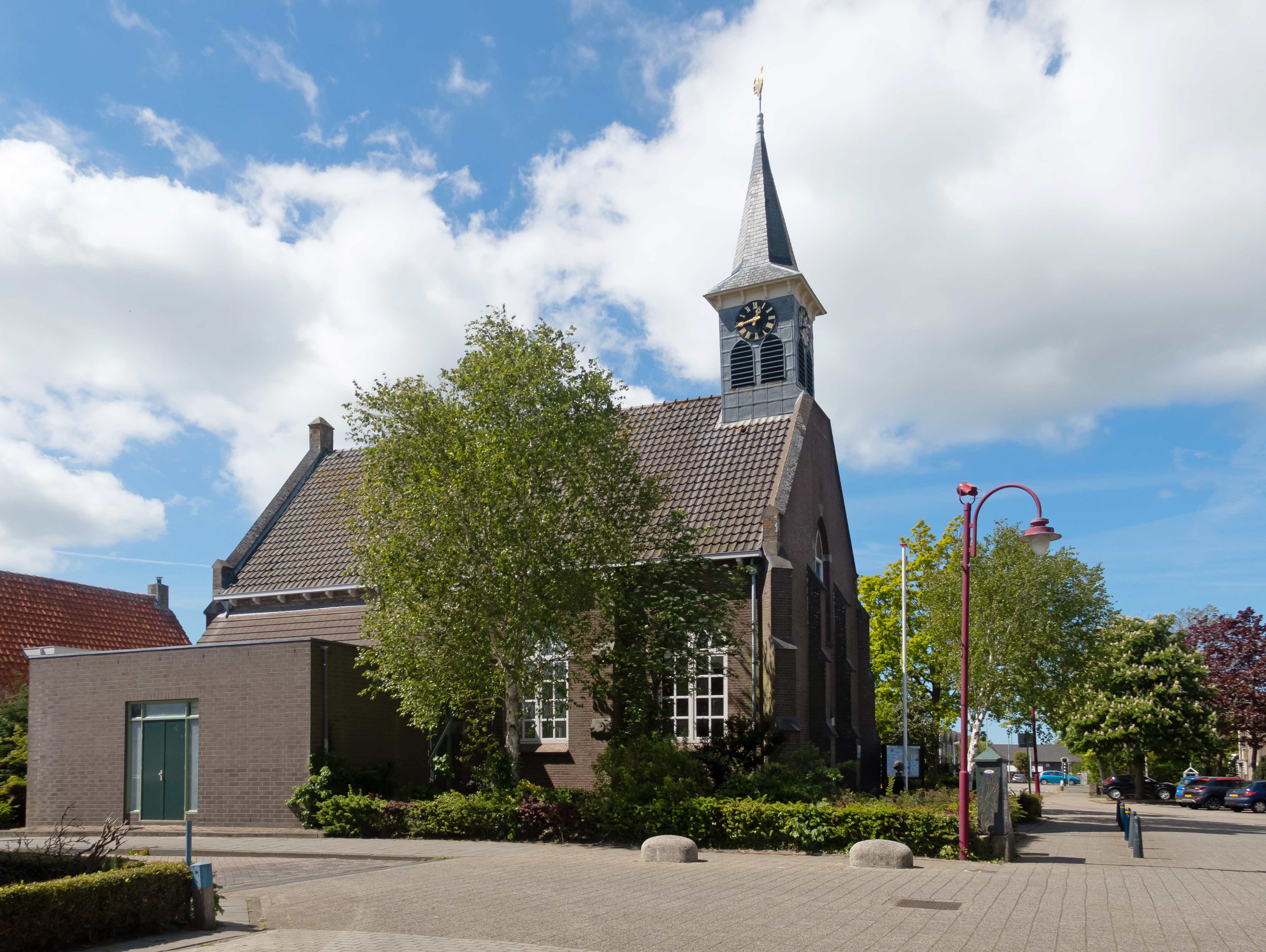
Julianadorp, Kirche: die Ontmoetingskerk

Julianadorp ist ein Ort in der Gemeinde Den Helder im Norden der niederländischen Provinz Nordholland (niederländisch Noord-Holland). Er besteht aus den Ortsteilen Julianadorp und Julianadorp aan Zee.

## Geographie
Julianadorp (deutsch Juliana-Dorf) liegt etwa 80 km nördlich der niederländischen Hauptstadt Amsterdam zwischen Alkmaar und Den Helder. Der Abstand zu Den Helder beträgt etwa fünf Kilometer.
Im Osten begrenzen Julianadorp die Schnellstraße N9 und der parallel laufende Nordholland-Kanal, im Westen die Nordsee. Der Ortsteil Julianadorp aan Zee liegt direkt an der Nordseeküste.
Im Süden schließt sich die Gemeinde Schagen an, im Osten die Gemeinde Hollands Kroon.

## Geschichte

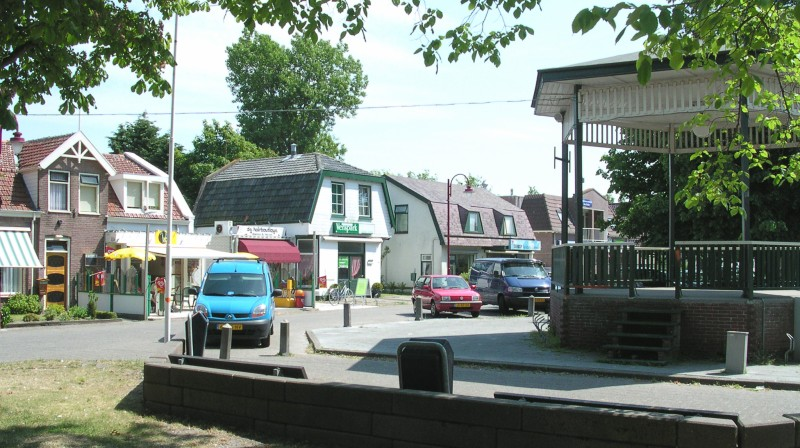
Ortsmitte von Julianadorp

Keimzelle des heutigen Ortes war der kleine Weiler Loopuyt im Polder „Het Koegras“, dessen Bewohner von Ackerbau und Viehzucht lebten. Als er im Jahr 1909 durch die Errichtung einer Kirche den Status eines eigenständigen Dorfes erlangte, wurde dieses mit Genehmigung des niederländischen Königshauses nach der im selben Jahr geborenen Kronprinzessin und späteren Königin Juliana benannt.
In den seitdem vergangenen rund 100 Jahren hat Julianadorp einen beträchtlichen Zuwachs an Einwohnern und Siedlungsfläche erfahren. Mitverantwortlich dafür war das Erstarken neuer Erwerbszweige, vor allem die Zucht von Blumenzwiebeln und die bis heute expandierende Tourismusbranche. In den letzten Jahrzehnten sind neben zahlreichen Ferienparks auch weitläufige neue Wohngebiete entstanden. Unter den Zugezogenen befinden sich viele Menschen, die im Zentrum von Den Helder arbeiten oder auch im weiter südlich gelegenen Ballungsraum Randstad. Die Einwohnerzahl von Julianadorp lag Anfang 2006 bei 13.925.
Trotz dieses Wachstums verlor der Ort seine Selbstständigkeit durch die Eingemeindung nach Den Helder. Nahezu alle wichtigen Infrastruktur-Einrichtungen wie Bahnhof, Krankenhaus oder weiterführende Schulen befinden sich in der gut fünf Kilometer nördlich gelegenen Hafenstadt. Die Verkehrsverbindung dorthin ist hauptsächlich durch die küstennahe N 502 im Westen und die parallel zum Noordhollandsch Kanaal verlaufende N 9 im Osten gegeben. Auf beiden Strecken verkehren Buslinien; weitere Verbindungen führen von Julianadorp zu den südlich gelegenen Städten Alkmaar und Schagen.
Der strandnahe Ortsteil Julianadorp aan Zee hat sein Aussehen in den letzten Jahren durch neu erbaute Ferienhausparks, Apartmentkomplexe und die zugehörige Infrastruktur stark verändert. Die Zahl der Übernachtungen pro Jahr liegt inzwischen bei rund 900.000. Ein wesentlicher Teil der Badegäste kommt aus Deutschland.